# Озерці (Бєжаницький район)
Озерці (рос. Озерцы) — присілок в Бєжаницькому районі Псковської області Російської Федерації.
Населення становить 6 осіб. Входить до складу муніципального утворення Чихачьовське муніципальне утворення.

## Історія
Від 2005 року входить до складу муніципального утворення Чихачьовське муніципальне утворення.

## Населення
| 2001 | 2002 | 2010 |
| ---- | ---- | ---- |
| 11   | ↗12  | ↘6   |